# Hunics József
Hunics József (Ráckeresztúr, 1936. március 10. – 2012. július 27.) olimpiai bronzérmes és Európa-bajnok magyar kenus.

## Pályafutása
Hunics József 1936. március 10-én született Ráckeresztúron. Az 1956. évi nyári olimpiai játékokon Farkas Imrével a férfi kenu kettes 10000 méteres versenyszámában és az 1957-es síkvízi kajak-kenu Európa-bajnokság férfi kenu kettes 1000 méteres számában is bronzérmet szereztek. Az 1959-es Európa-bajnokságon Dömötör Gyulával 1000 méteren Európa-bajnokok, 10000 méteren ezüstérmesek lettek. Hunics 2012. július 27-én hunyt el.